# Mura Masa (альбом)
| Совокупная оценка  | Совокупная оценка |
| Источник           | Оценка            |
| ------------------ | ----------------- |
| AnyDecentMusic?    | 7.3/10            |
| Metacritic         | 78/100            |
| Оценки критиков    |                   |
| Источник           | Оценка            |
| AllMusic           | [ 7 ]             |
| The Guardian       | [ 3 ]             |
| The New York Times | [ 8 ]             |
| Mojo               | [ 6 ]             |
| NME                | [ 1 ]             |
| Pitchfork          | 7.7/10            |
| The Skinny         | [ 4 ]             |
| Tiny Mix Tapes     | [ 10 ]            |

Mura Masa — дебютный студийный альбом британского мультиинструменталиста и продюсера Алекса Кроссана, известного как Mura Masa, выпущенный 14 июля 2017 года на лейблах Polydor, Interscope, Downtown и Anchor Point Records.
В записи альбома приняли участие такие музыканты, как Деймон Албарн, A. K. Paul, ASAP Rocky, Шарло́тта Э́йтчисон, Christine and the Queens, Desiigner, Джейми Лиделл и NAO.
Он был номинирован на 60-ю ежегодную премию «Грэмми» в категориях «Лучший танцевальный/электронный альбом» и «Лучшая упаковка звукозаписи».

## История
После игры на гитаре, бас-гитаре, барабанах и пения в местных панк-, хардкор-, дэткор- и госпел-группах Алекс Кроссан начал заниматься самопродюсированием в возрасте 15 лет, «выискивая сэмплы на YouTube и в других уголках интернета». В 16 лет он начал создавать электронные песни с помощью Ableton Live, а в следующем году начал выкладывать их на SoundCloud под псевдонимом Mura Masa.
Он выложил на SoundCloud свой дебютный микстейп Soundtrack to a Death, позже выпущенный Jakarta Records 17 ноября 2014 года. В следующем году, 10 апреля, он выпустил свой дебютный мини-альбом Someday Somewhere. В декабре 2016 года он объявил, что продолжением станет альбом To Fall Out of Love To. Позже он сменил имя на Mura Masa.

## Отзывы
Альбом получил положительные отзывы музыкальной критики и интернет-изданий: Metacritic, The Guardian, The New York Times, NME.
На сайте Metacritic, который присваивает нормализованный рейтинг из 100 баллов рецензиям основных изданий, Mura Masa получила средний балл 78, основанный на 13 рецензиях, что означает «в целом благоприятные отзывы».
В своей рецензии на AllMusic, получившей три с половиной звезды, Пол Симпсон утверждает: «В музыкальном плане работы Кроссана представляют собой смесь различных стилей „будущего“ (bass music, трэп, хаус и так далее), и он часто сочетает светлые, солнечные, похожие на острова тона с любовными, меланхоличными темами. Его продюсерский стиль выразителен и детализирован, но при этом немного сдержан, а не стремится к запредельному максимализму при каждом удобном случае».

### Итоговые списки
| Публикации       | Список                               | Год  | Ранг | Ссылка |
| ---------------- | ------------------------------------ | ---- | ---- | ------ |
| Billboard        | 25 Best & Worst Album Covers of 2017 | 2017 | Best | [ 23 ] |
| Drowned in Sound | Favourite Albums of 2017             | 2017 | 81   | [ 24 ] |
| NME              | NMÉs Albums of the Year 2017         | 2017 | 34   | [ 25 ] |

## Список композиций
| №                   | Название                                               | Автор(ы)                                                        | Длительность |
| ------------------- | ------------------------------------------------------ | --------------------------------------------------------------- | ------------ |
| 1.                  | «Messy Love»                                           | Alex Crossan                                                    | 3:45         |
| 2.                  | «Nuggets» (при участии Bonzai)                         | Crossan Cassia O'Reilly                                         | 3:29         |
| 3.                  | «Love$ick» (при участии ASAP Rocky)                    | Crossan Rakim Mayers [ 27 ]                                     | 3:12         |
| 4.                  | «1 Night» (при участии Charli XCX)                     | Crossan Charlotte Aitchison Piero Piccioni Patrik Berger [ 27 ] | 3:27         |
| 5.                  | «All Around the World» (при участии Desiigner)         | Crossan Sidney Selby III                                        | 2:44         |
| 6.                  | «Give Me the Ground»                                   | Crossan                                                         | 1:07         |
| 7.                  | «What If I Go?» (при участии Bonzai)                   | Crossan Rebecca Louise Jones O'Reilly [ 27 ]                    | 3:15         |
| 8.                  | «Firefly» (при участии NAO)                            | Crossan Neo Jessica Joshua [ 27 ]                               | 3:48         |
| 9.                  | «Nothing Else!» (при участии Jamie Lidell)             | Crossan Jamie Lidderdale                                        | 3:26         |
| 10.                 | «Helpline» (при участии Tom Tripp)                     | Crossan Thomas Eghator                                          | 3:24         |
| 11.                 | «Second 2 None» (при участии Christine and the Queens) | Crossan Héloïse Letissier                                       | 4:10         |
| 12.                 | «Who Is It Gonna B» (при участии A. K. Paul)           | Crossan Anup Kumar Paul                                         | 4:58         |
| 13.                 | «Blu» (при участии Damon Albarn)                       | Crossan Albarn                                                  | 4:32         |
| Общая длительность: | Общая длительность:                                    | Общая длительность:                                             | 45:17        |

## Чарты
| Чарт (2017)                             | Высшая позиция |
| --------------------------------------- | -------------- |
| Австралия (ARIA)                        | 49             |
| Бельгия/Фландрия (Ultratop)             | 13             |
| Бельгия/Валлония (Ultratop)             | 132            |
| Нидерланды (Album Top 100)              | 55             |
| Германия (Offizielle Top 100)           | 86             |
| Ирландия (IRMA)                         | 50             |
| Япония (Billboard Japan)                | 82             |
| Новая Зеландия (RMNZ)                   | 35             |
| Шотландия (Scottish Albums Chart)       | 85             |
| Великобритания (UK Albums Chart)        | 19             |
| США (Billboard 200)                     | 192            |
| США (Billboard Dance/Electronic Albums) | 6              |

## Сертификации
| Регион                                                                      | Сертификация | Продажи |
| --------------------------------------------------------------------------- | ------------ | ------- |
| Великобритания (BPI)                                                        | Серебряный   | 60 000  |
| Данные о продажах + прослушиваниях приведены только на основе сертификации. |              |         |